# Leptogaster gracilipes
Leptogaster gracilipes är en tvåvingeart som beskrevs av Wei Ying Hsia 1949. Leptogaster gracilipes ingår i släktet Leptogaster och familjen rovflugor.
Artens utbredningsområde är Taiwan. Inga underarter finns listade i Catalogue of Life.